# Ali Darwisch
Ali Sayed Darwisch (arabisch علي سيد درويش, DMG ʿAlī Sayyid Darwīš; * 10. April 1977; † 2. Januar 2001 in Dubai) war ein Radrennfahrer aus den Vereinigten Arabischen Emiraten. Er war einer der erfolgreichsten Straßenfahrer seines Landes in den 1990er Jahren.
Im Alter von 17 Jahren startete Ali Darwisch 1994 bei der Tunesien-Rundfahrt sowie der Tour de Emirates.  1995 gewann er bei den Asiatischen Junioren-Meisterschaften eine Bronzemedaille im Straßenrennen. 1996 startete er als einziger Vertreter seines Landes bei den Olympischen Spielen in Atlanta im Straßenrennen, das er aber nicht beenden konnte.
Zwischen 1994 und 1998 errang Darwisch mehrfach Gold- und Silbermedaillen bei den Gulf Cycling Championships (GCC) sowie mehrere nationale Titel. 1999 wurde er 14. im Straßenrennen der Asiatischen Radsportmeisterschaften. Bei den Panarabischen Spielen 1999 in Amman gewann er eine Silbermedaille und wurde Sechster im Einzelzeitfahren bei den Asiatischen Radsportmeisterschaften.
1998 hatte Darwisch in Kairo während der Ägypten-Rundfahrt einen schweren Unfall; seine anschließende Genesung dauerte sechs Monate. Am 2. Januar 2001 war er beim Straßentraining in Dubai in einen Unfall mit einem Auto verwickelt und starb im Alter von 23 Jahren an den Folgen.
Darwisch war Polizeiangehöriger  und studierte am Dubai Higher Technical College.